# I Still Believe (Brenda-K.-Starr-Lied)
I Still Believe (englisch für „Ich glaube immer noch“) ist ein Lied der US-amerikanischen Sängerin Brenda K. Starr, das im Jahr 1988 erschien. Bekanntheit erlangte das Stück auch durch eine Coverversion von Mariah Carey, die als Single zum Charthit avancierte.

## Entstehung und Veröffentlichung
Geschrieben wurde das Lied gemeinsam von Antonina Armato und Giuseppe Cantarelli. Für die Produktion zeichnete Eumir Deodato verantwortlich.
Die Erstveröffentlichung von I Still Believe erfolgte im Jahr 1987 bei MCA Records, als Teil von Starrs zweiten, selbstbetitelten Debütalbums (Katalognummer: MCAD-42088). Am 17. Februar 1988 erschien das Lied als Singleauskopplung aus dem Album. Diese erschien als 7″-Single mit der B-Seite All Tied Up (Katalognummer: 257 918-7).

## Inhalt
Die Popballade I Still Believe basiert auf einer Erfahrung Armatos: Ihr ehemaliger Freund machte ihr einen Heiratsantrag, mit dem sie haderte. Ihr Freund war nicht begeistert und stellte ihr ein Ultimatum: Hochzeit oder Trennung. Sie blieb bei ihrer Meinung und ließ es auf die Trennung ankommen. Um mit dieser Erfahrung fertig zu werden, schrieb und komponierte sie mit Giuseppe Cantarelli das Lied.

## Musikvideo
Im Musikvideo bietet Starr das Lied in einem Wohnzimmer dar. Dabei werden zwischendurch Szenen von ihr in einem Park und mit ihrem Freund im Video eingeblendet.

## Chartplatzierungen
| ChartsChartplatzierungen       | Höchstplatzierung | Wochen |
| ------------------------------ | ----------------- | ------ |
| Vereinigte Staaten (Billboard) | 13 (26 Wo.)       | 26     |

| ChartsJahrescharts (1988)      | Platzierung |
| ------------------------------ | ----------- |
| Vereinigte Staaten (Billboard) | 93          |

## Coverversionen

### Mariah Carey

#### Entstehung und Veröffentlichung
1998 nahm die US-amerikanische Sängerin Mariah Carey eine Coverversion zu I Still Believe auf. Diese blieb weitgehend unbearbeitet, sodass Armato und Cantarelli weiterhin alleinige Urheber des Stücks sind. Die Produktion erfolgte durch Steven Jordan und Mike Mason. Laut EMI Music wurde das Cover in der Tonart G-Dur geschrieben und in einem mäßig-langsamen Tempo von 59 Schlägen pro Minute gesetzt, während Careys Stimmumfang von G3 to D6 liege.
Die Erstveröffentlichung erfolgte am 13. November 1998 bei Columbia Records, als Teil von Careys Kompilation #1’s (Katalognummer: 491956 2). Am 23. Februar 1999 erschien das Lied als dritte Singleauskopplung aus dem Album (Katalognummer: 666781 1).

#### Hintergrund
Carey widmete das Lied der Originalinterpretin, diese trieb ihre Musikkarriere voran und gab Tommy Mottola eine Demoaufnahme von ihr, durch das sie ihren ersten Plattenvertrag unterschreiben konnte. Sie erklärte in einem Interview, dass das Lied sie an die Tatsache erinnere, dass sie zum damaligen Zeitpunkt, vor nicht allzu langer Zeit, eine Jugendliche war, die ein Demo, ihre Stimme und ihr musikalisches Talent hatte. Starr habe sie aufgebaut und ihr eine Chance gegeben. Weiter führte sie bei Entertainment Tonight aus:

“I'm really glad that I got a chance to remake the song 'I Still Believe,' because the album is called '#1's' and this is the first song that I sang as a professional singer. I would go on the road with Brenda. I was a little skinny kid with no money that she took under her wing and she was so nice to me. I auditioned to be her back-up singer and she hired me and she used to bring me clothes and food, and she really took care of me like a big sister. A lot of people wouldn't have done that. The main thing was that she believed in me and it's really hard to get people to listen to your tapes. [...] She was always real cool and helpful and supportive. I always loved this song. When I sing it now, it reminds me of those times.”

„Ich bin sehr stolz darauf, dass ich die Chance bekommen habe, den Song 'I Still Believe' neu aufzunehmen, denn das Album heißt '#1's' und es ist der erste Song, den ich als professionelle Sängerin gesungen habe. Ich ging mit Brenda auf Tour. Ich war ein kleines, dünnes Kind ohne Geld, das sie unter ihre Fittiche nahm, und sie war so nett zu mir. Ich habe vorgesprochen, um ihre Background-Sängerin zu sein, und sie hat mich engagiert und sie hat mir Kleidung und Essen gebracht, und sie hat sich wirklich wie eine große Schwester um mich gekümmert. Viele Leute hätten das nicht getan. Die Hauptsache war, dass sie an mich glaubte und es ist wirklich schwer, Leute dazu zu bringen, sich deine Tapes anzuhören. [...] Sie war immer sehr cool und hilfsbereit und unterstützend. Ich habe diesen Song immer geliebt. Wenn ich es jetzt singe, erinnert es mich an diese Zeit.“

#### Musikvideo

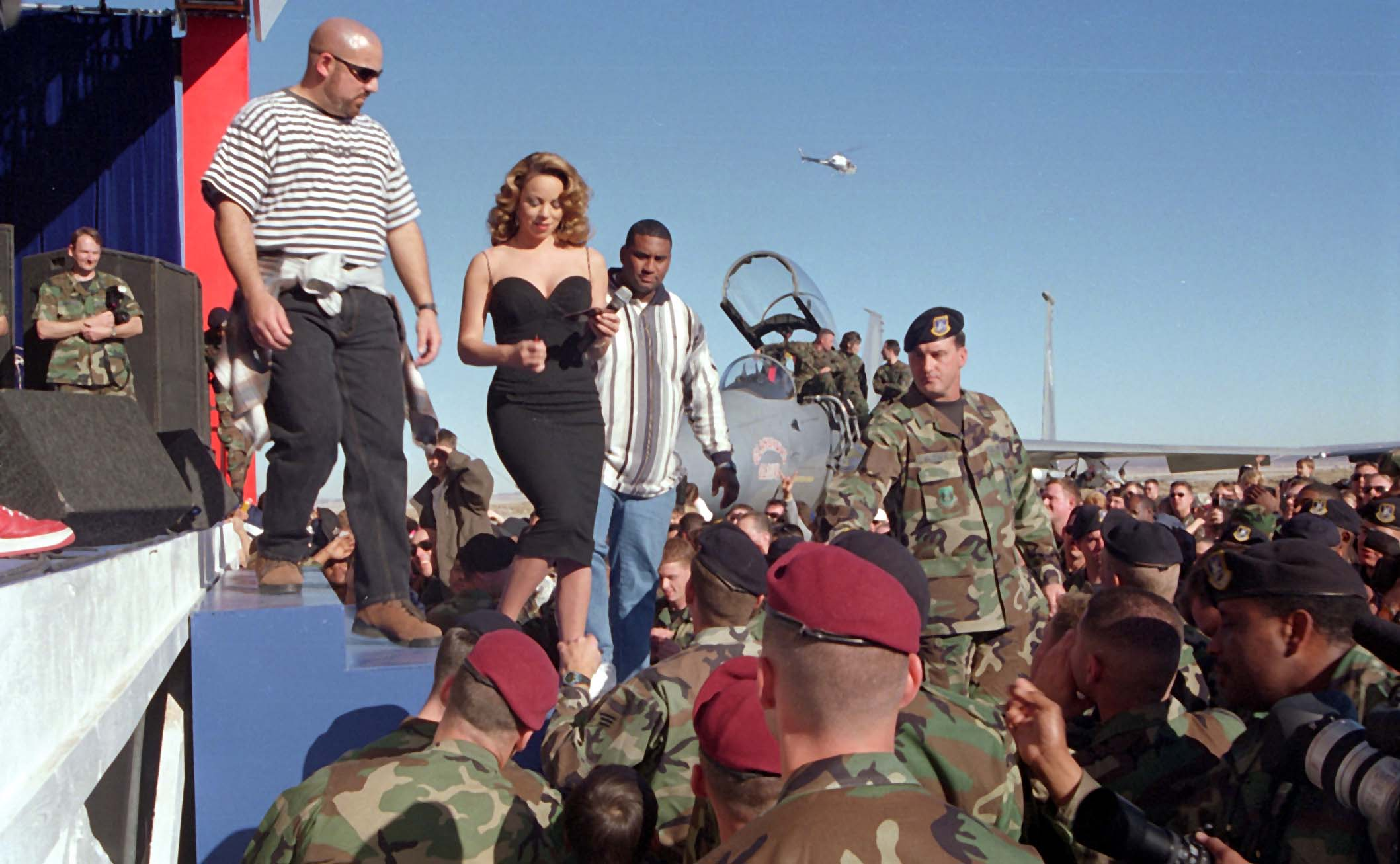
Carey beim Musikvideodreh zu I Still Believe (Dezember 1998).

Das Musikvideo, bei dem Brett Ratner Regie führte, wurde Anfang Dezember 1998 gedreht und stark von Marilyn Monroes Besuch bei den US-Truppen in Korea im Jahr 1953, inspiriert. Es zeigt Carey (der Monroes Make-up und Frisuren nachahmt), wie sie die Edwards Air Force Base in Kalifornien besucht und für Flieger und Soldaten singt, während sie auf einem Kampfjet steht, wie Monroe es während des Koreakriegs getan hatte. Die Premiere fand am 12. Januar 1999 in der MTV-Sendung Total Request Live sowie bei Entertainment Tonight statt.
In einem Interview während des Musikvidedrehs kommentierte Carey:

“Brett Rattner is directing the video and he's a good friend of mine and he's also doing some great work right now. [...] We were talking and I wanted it to be a live performance and we just started going back and forth and I was saying how a lot of people in the service had written me letters and talked about various songs. 'Hero' being one of them. I remember when I put my first album out, people would write who were stationed overseas. It was in the winter of 1990, which was around the time of the Gulf War, so a lot of people were writing about listening to the album. I always used to watch old footage of performers going overseas, from Bob Hope to Marilyn Monroe singing for people in the service. I thought this would be a nice thing to do. So, we're doing the video but I'm going to do some more songs if I have it in me.”

„Brett Rattner führt Regie bei dem Video, er ist ein guter Freund von mir und er leistet gerade großartige Arbeit. [...] Wir unterhielten uns und ich wollte, dass es eine Live-Performance wird, und wir fingen einfach an, hin und her zu gehen, und ich erzählte, wie viele Leute im Dienst mir Briefe geschrieben und über verschiedene Lieder gesprochen hatten. "Hero" ist einer von ihnen. Ich erinnere mich, als ich mein erstes Album herausbrachte, schrieben Leute, die im Ausland stationiert waren. Es war im Winter 1990, also zur Zeit des Zweiten Golfkrieg, also schrieben viele Leute darüber, dass sie das Album gehört hatten. Ich habe mir immer alte Aufnahmen von Künstlern angesehen, die ins Ausland gingen, von Bob Hope bis Marilyn Monroe, die für Leute im Militär sangen. Ich dachte, das wäre eine schöne Sache. Also, wir machen das Video, aber ich werde noch ein paar Songs machen, wenn ich es in mir habe.“

#### Kommerzieller Erfolg
| ChartsChartplatzierungen       | Höchstplatzierung | Wochen |
| ------------------------------ | ----------------- | ------ |
| Deutschland (GfK)              | 58 (9 Wo.)        | 9      |
| Schweiz (IFPI)                 | 31 (4 Wo.)        | 4      |
| Vereinigte Staaten (Billboard) | 4 (20 Wo.)        | 20     |
| Vereinigtes Königreich (OCC)   | 16 (9 Wo.)        | 9      |

| ChartsJahrescharts (1999)      | Platzierung |
| ------------------------------ | ----------- |
| Vereinigte Staaten (Billboard) | 36          |

Auszeichnungen für Musikverkäufe

| Land/Region               | Auszeichnungen für Musikverkäufe (Land/Region, Auszeichnung, Verkäufe) | Verkäufe  |
| ------------------------- | ---------------------------------------------------------------------- | --------- |
| Vereinigte Staaten (RIAA) | Platin                                                                 | 1.000.000 |
| Insgesamt                 | 1× Platin ·                                                            | 1.000.000 |

Hauptartikel: Mariah Carey/Auszeichnungen für Musikverkäufe

### Weitere Coverversionen
- 1988: Amii Stewart (Album: Time for Fantasy)